# Savva Mamontov
Pour les articles homonymes, voir Mamontov.

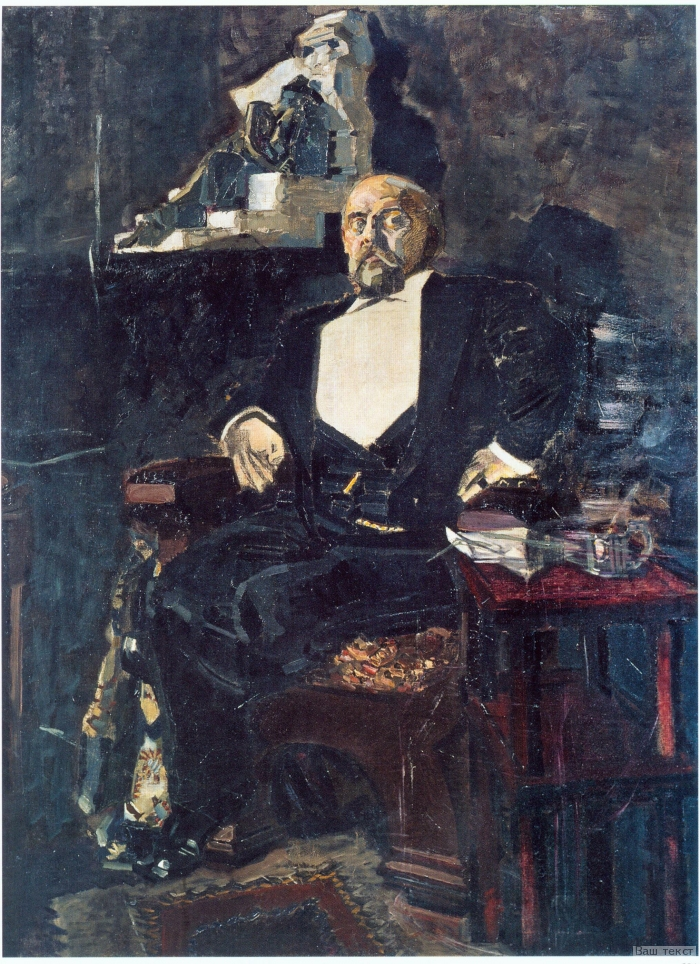
Portrait de Savva Mamontov par Mikhaïl Vroubel (1897), Galerie Tretiakov.

Savva Ivanovitch Mamontov  (en russe : Савва Иванович Мамонтов,  3 octobre 1841 (15 octobre dans le calendrier grégorien) à Ialoutorovsk, aujourd'hui oblast de Tioumen — 6 avril 1918 à Moscou) est un industriel, marchand et mécène russe du XIXe siècle.

## Biographie

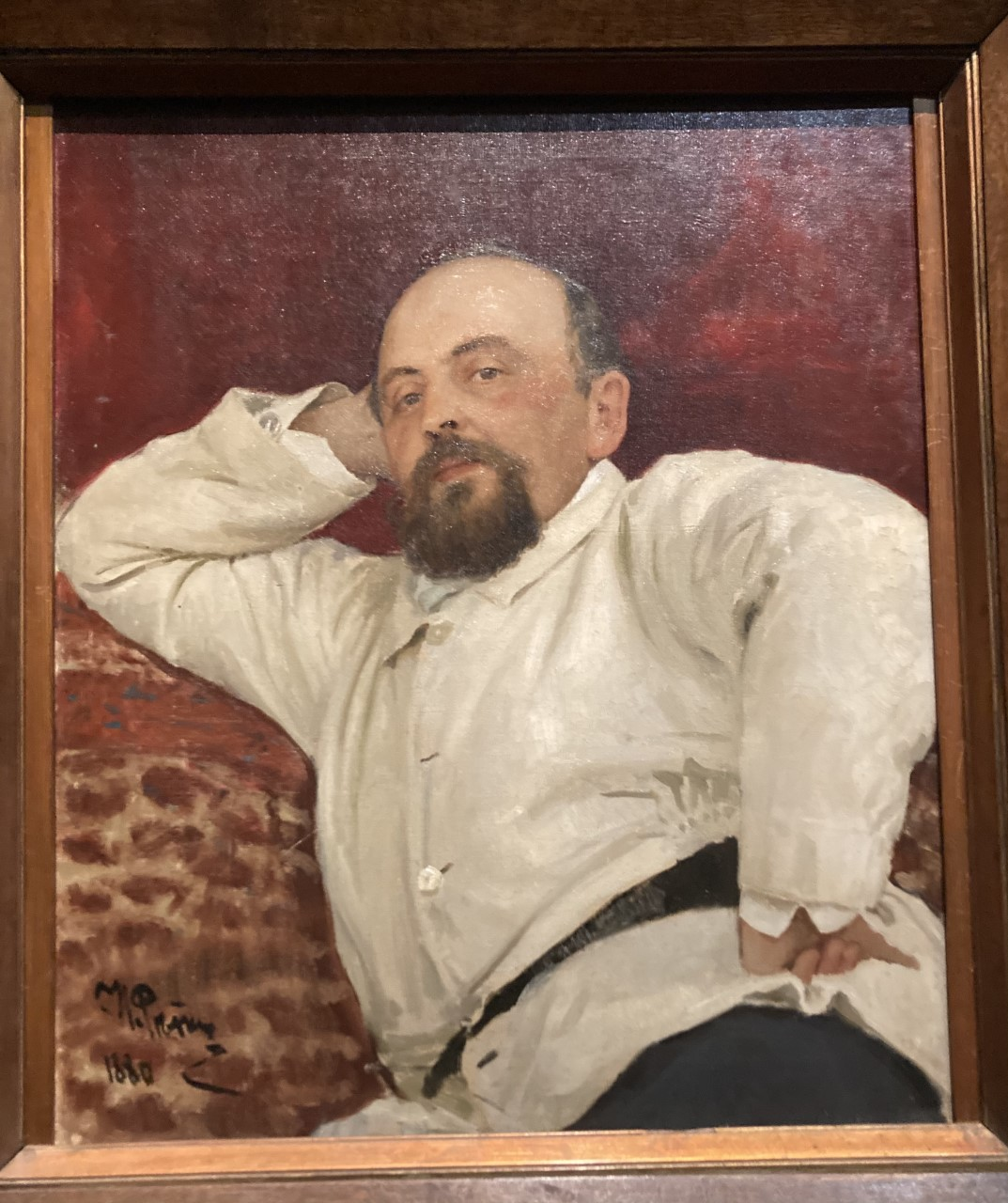
Savva Mamontov par Répine (1880).

La famille Mamontov, originaire de Sibérie doit sa fortune à la construction des chemins de fer Moscou-Yaroslav et au pétrole de Bakou. 
Il est le fils du marchand et industriel Ivan Feodorovitch Mamontov (1802-1869) et de Maria Tikhonovna  Lakhtina. Il a pour frères les futurs éditeurs Anatoli et Nikolaï Mamontov En 1849, la famille s'installe à Moscou. À partir de 1852, il étudie à Saint-Pétersbourg, et plus tard à l'Université de Moscou. 
En 1864 Savva visite l'Italie, où il prend des cours de chant. Il vient en France, également. C’est au cours de ces voyages que Savva fait la connaissance de peintres qui éveillèrent son intérêt pour l’art.
Il fut présenté à la fille du marchand Grigori Sapojnikov. Il épousera Elisabeth en 1865 à Kirev, près de Khimki, au nord de Moscou.

En 1869, il devient directeur des chemins de fer de la ligne Moscou-Iaroslavl. Il s'investit également sur la ligne de Donetsk de 1876 à 1882, premières grandes lignes de chemins de fer de Russie et d'Europe. 

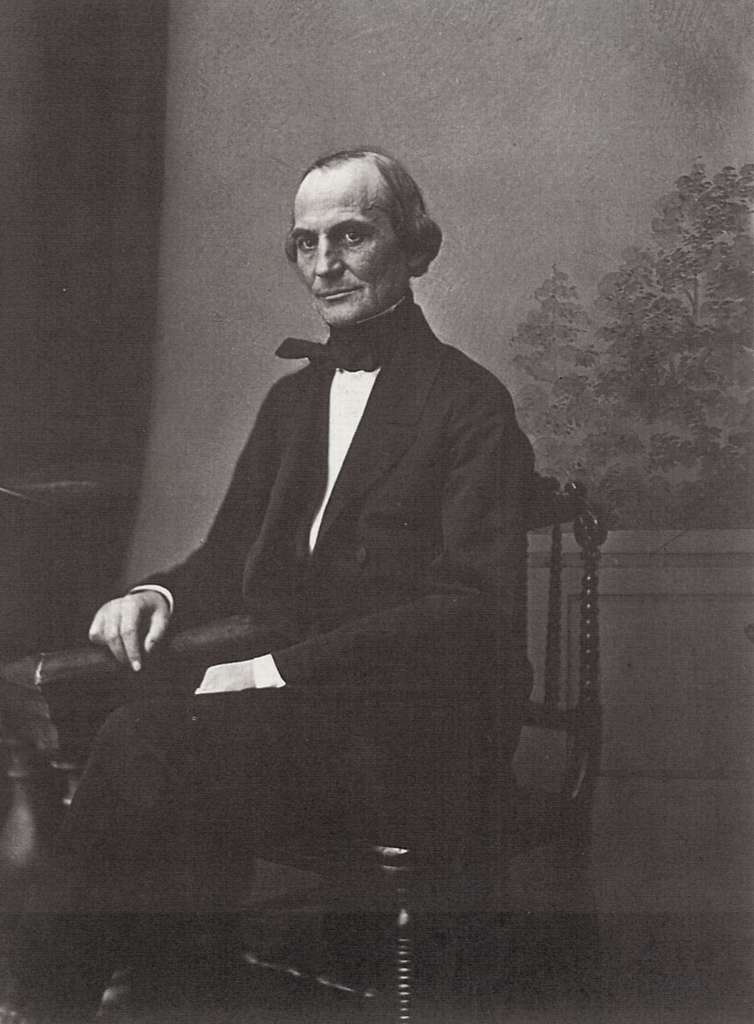
Ivan Feodorovitch Mamontov (1802-1869), père de Savva Mamontov. Photographie de Karl-August Bergner (ca. 1860).

En 1870, Mamontov acheta Abramtsevo, au nord de Moscou ; il y créa une association amicale d'artistes avec les meilleurs artistes russes, de tout genre et de tout style, de ce début du  XIXe siècle.
Le Cercle d'Abramtsevo constitua un véritable lieu de réunions amicales, dans une atmosphère  d'hospitalité et d'ouverture, favorisant ainsi les rencontres artistiques. Savva Mamontov rétablit, développa et encouragea le renouveau de l'art populaire russe.
- Dans cette propriété, Ilia Répine, Fédor Chaliapine, Balakirev, César Cui, Isaac Levitan se croisaient ; ainsi que Vassili Polenov, Valentin Serov, Glinka,  Rimski-Korsakov, Mikhaïl Vroubel, les frères Vasnetsov, Mikhaïl Nesterov, Constantin Korovine, les sculpteurs Victor Hartmann et Mark Antokolski, et bien d'autres.

Mamontov a aussi été à l'origine de l'Opéra privé russe, lançant ainsi le chanteur Chaliapine. 
- Il a financé nombre de pièces d'opéra russe de compositeurs comme Piotr Ilitch Tchaïkovski, Nikolaï Rimski-Korsakov, Alexandre Borodine, Modeste Moussorgski, et d'autres encore.

La Demoiselle des neiges (Sniegourotchka) a été créé au Cercle d'Abramtsevo. La participation de Constantin Stanislavski, des frères Vasnetsov, de Mikhaïl Vroubel rejoints par d'autres est remarquable. 
Mamontov a beaucoup travaillé à l'Opéra privé russe, acteur, metteur en scène, professeur de chant. Il apprit à Diaghilev que le théâtre devait s'élaborer quotidiennement, de l'exécution de toutes les tâches du décor, au ménage en passant par le maquillage et le chant.
Il changea et réforma le mode de production théâtrale. 
Le succès de l'Opéra privé russe fut considérable dans les tournées de provinces et triomphal à  Moscou. 
En 1899-1900, à l'automne, Savva fut arrêté sur accusation d'« utilisation illégale des capitaux de la société des chemins de fer d'actions communes » de la ligne Moscou-Iaroslavl qu'il finançait et dont il avait la charge. Dans la dernière période (1899-1904), le théâtre a été renommé en association privée russe d'opéra et graduellement il devint inexistant. Le théâtre du Bolchoï plus officiel, plus impérial, lui prenait la place. 
Savva Mamontov fut empli de chagrin lorsqu'on lui apprit que le Cercle d'Abramtsevo, sa propriété de la rue Sadovaïa, le musée de la culture artistique de Moscou, seront sous scellés pendant près de deux ans, avec tous leurs chefs-d'œuvre. 
En 1903, certaines œuvres ont été vendues et personne ne sait où elles sont actuellement, mais une grande partie de ce qui composait ce musée non officiel a été envoyée par les amis de Savva Mamontov, à la galerie Tretiakov. Savva Ivanovitch a passé environ six mois en prison ;  apathique, aphasique, presque mort, il est secouru par ses amis. Il fut mis en résidence surveillée.  
Le reste de ses jours - presque vingt ans - Savva Ivanovitch demeurera dans cette maison, sans contact humain et, pire que tout, sans "art".
Plus tard, ses amis, souhaitant l'innocenter, ont pu prouver à la Cour que Savva Ivanovitch était bien innocent, mais le procès avait ruiné Mamontov.
Il est mort à Moscou, le 24 mars 1918, et a été enterré à Abramtsevo.

## Citations
- « C'est vrai, j'étais un homme riche mais j'ai tout donné depuis que je crois que l'argent est pour le peuple et non pas le peuple pour l'argent. Quand il n'y pas de vie, qui a besoin d'argent? » (Savva Mamontov: Journal)
- Ses contemporains surnommaient Savva Mamontov « Savva le magnifique », en le comparant aux Médicis.